# Peroxidzahl
Die Peroxidzahl (POZ) ist eine Kennzahl für den Gehalt an peroxidischen funktionellen Gruppen eines Fettes oder eines fetten Öls. Sie kann als Kennzahl für die Beurteilung des Fettverderbs herangezogen werden.

## Entstehung von Peroxid-Gruppen im Fett
Peroxide und Hydroperoxide in Fetten können durch Oxidation von ungesättigten Fettsäuren mit Singulett-Sauerstoff 1O2 in einer En-Reaktion entstehen. Diese Reaktion läuft durch längeres Stehen in der sauerstoffhaltigen Luft ab, weshalb die Peroxidzahl ein Maß für die Verdorbenheit des Fettes ist.

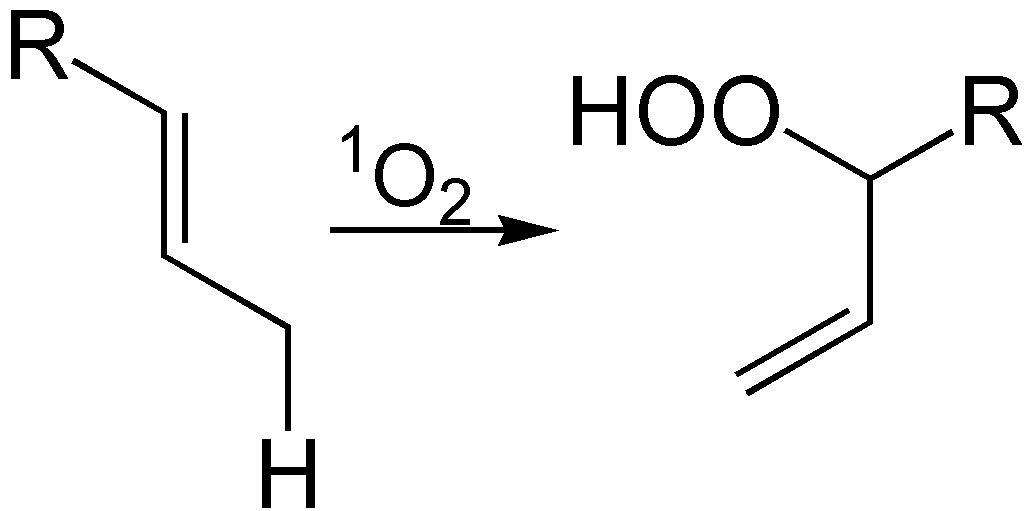
Bildung von Hydroperoxiden an C=C-Doppelbindungen von Fettsäuren mit Singulett-Sauerstoff (schematische Darstellung).

## Angabe
Die Peroxidzahl wird nach DIN-Vorschrift in „Milli-Äquivalenten Sauerstoff je Kilogramm Fett“ ausgedrückt. Die Zahl entspricht damit der Stoffmenge an peroxidisch gebundenen Sauerstoffatomen in millimol pro Kilogramm Fett. Enthält 1 kg Fett beispielsweise 0,5 mmol Peroxid-Gruppen, so sind darin {\displaystyle 2\cdot 0,5\,\mathrm {mmol} =1\,\mathrm {mmol} } O-Atome peroxidisch gebunden, da jede Peroxidgruppe 2 Sauerstoffatome besitzt. Damit beträgt die Peroxidzahl des Fettes POZ = 1.

## Durchführung
Zum Nachweis der Peroxide und Bestimmung der Peroxidzahl wird eine Iod-Stärke-Reaktion durchgeführt. Hierbei wird die Probe zunächst mit einer sauren Kaliumiodidlösung im Überschuss versetzt, wobei Iodid durch Hydroperoxide und Peroxide zu Iod oxidiert wird. Als Säure wird oft Essigsäure verwendet, als Lösungsmittel eignet sich Chloroform, da es die meisten Fette gut löst.
{\displaystyle \mathrm {R{-}OOH\ +\ 2\ I^{-}\ +\ 2\ H_{3}O^{+}\longrightarrow \ R{-}OH\ +\ I_{2}\ +\ 3\ H_{2}O} }
Anschließend wird mit Stärkelösung versetzt und das entstandene Iod mit einer Thiosulfationen enthaltenden Maßlösung rücktitriert, wodurch die Menge des umgesetzten Iodids errechnet werden kann.
{\displaystyle \mathrm {I_{2}\ +\ 2\ S_{2}O_{3}^{2-}\longrightarrow \ 2\ I^{-}\ +\ S_{4}O_{6}^{2-}} }
Parallel dazu wird eine Blindprobe titriert und aus der Differenz der Ergebnisse die Peroxidzahl berechnet.